# Betnava
Betnava je naziv za mestni predel v Mariboru. Leži na južnem robu Maribora in je najbolj znan po baročnem Dvorcu Betnava, ki je bil razglašen kot kulturni spomenik državnega pomena.
Na področju Betnave se nahaja Betnavski gozd, ki je primeren prostor za sprehode, rekreacijo in sprostitev, v njem pa se nahaja tudi Pustolovski park Betnava. Na južni strani gozda je locirana Betnavska poljana, ki je najbolj znana kot prizoršče, kjer je 19. septembra 1999, med slovesno mašo papež Janez Pavel II razglasil škofa Antona Martina Slomška za prvega slovenskega blaženega. Maši je prisostvovalo več kot 200.000 ljudi. V spomin na ta dogodek je na tem mestu postavljen velik križ, imenovan tudi Betnavski križ.
V Betnavi je tudi istoimenski hotel z wellness centrom in restavracijo.
V neposredni bližini se nahajata stanovanjski soseski Betnavski park in Betnavski kare.  